# Hvilsom

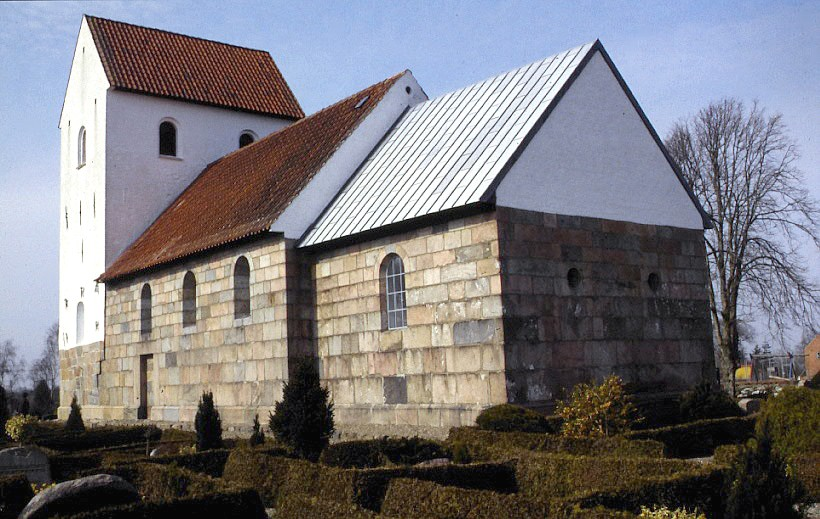
Kościół w Hvilsom z ok. 1200 r.

Hvilsom – miasto w Danii, w regionie Jutlandia Północna, w gminie Mariagerfjord.